# Campeonato Europeo de Gimnasia Artística de 2006
El XXVII Campeonato Europeo de Gimnasia Artística se celebró en Volos (Grecia) entre el 4 y el 7 de mayo de 2006 bajo la organización de la Unión Europea de Gimnasia (UEG) y la Federación Helénica de Gimnasia.
Las competiciones se realizaron en el Teatro Municipal de Volos.

## Resultados

### Masculino
| Evento               | Oro | Plata                                                                                                | Bronce |
| -------------------- | --- | --- | --- |
| Suelo                | Anton Golotsutskov · Rusia · 15,600 pts.                                                                              | Marian Drăgulescu · Rumania · 15,525 pts.                                                            | Martin Konečný · República Checa · 15,475 pts.                                                                     |
| Caballo con arcos    | Flavius Koczi · Rumania · 15,250                                                                                      | Eugen Spiridonov · Alemania · 14,775                                                                 | Olexandr Suprun · Ucrania · 14,750                                                                                 |
| Anillas              | Alexandr Safoshkin · Rusia · 16,425                                                                                   | Yordan Yovchev Bulgaria 16,275                                                                       | Andrea Coppolino · Italia · 16,000                                                                                 |
| Salto de potro       | Marian Drăgulescu · Rumania · 16,587                                                                                  | Alin Jivan · Rumania · 16,387                                                                        | Raphaël Wignanitz Francia 16,337                                                                                   |
| Paralelas            | Mitja Petkovšek Eslovenia 16,025                                                                                      | Yann Cucherat Francia 15,675                                                                         | Ivan Ivankov · Bielorrusia · 15,550                                                                                |
| Barra fija           | Vlasios Maras · Grecia · 15,725                                                                                       | Serguei Jorojordin · Rusia · 15,550                                                                  | Christoph Schärer · Suiza · 15,525                                                                                 |
| Concurso por equipos | Rusia · Alexandr Safoshkin · Serguei Jorojordin · Maxim Deviatovski · Anatoli Vasiliev · Anton Golotsutskov · 272,225 | Rumania · Marian Drăgulescu · Răzvan Șelariu · Daniel Popescu · Alin Jivan · Flavius Koczi · 270,325 | Bielorrusia · Ivan Ivankov · Denis Savenkov · Dzmitry Savitski · Dmitri Kaspiarovich · Viachaslau Volkau · 268,975 |

### Femenino
| Evento               | Oro | Plata | Bronce                                                                                              |
| -------------------- | --- | --- | --------------------------------------------------------------------------------------------------- |
| Salto de potro       | Anna Grudko · Rusia · 14,362 pts.                                                                            | Olha Sherbatyj · Ucrania · 14,300 pts.                                                                     | Katja Abel · Alemania · 14,225 pts.                                                                 |
| Barras asimétricas   | Elizabeth Tweddle Reino Unido 16,050                                                                         | Jana Šikulová · República Checa · 15,050                                                                   | Lenika de Simone · España · 14,825                                                                  |
| Barra                | Cătălina Ponor · Rumania · 15,800                                                                            | Lenika de Simone · España · 15,350                                                                         | Sandra Izbaşa · Rumania · 15,300                                                                    |
| Suelo                | Sandra Izbaşa · Rumania · 15,550                                                                             | Vanessa Ferrari · Italia · 15,450                                                                          | Cătălina Ponor · Rumania · 14,600                                                                   |
| Concurso por equipos | Italia · Vanessa Ferrari · Lia Parolari · Monica Bergamelli · Federica Macrì · Carlotta Giovannini · 175,225 | Rumania · Sandra Izbașa · Cătălina Ponor · Alina Stănculescu · Florica Leonida · Steliana Nistor · 175,125 | Rusia · Yuliya Lozhechko · Irina Isayeva · Polina Miller · Anna Grudko · Nadezhda Ivanova · 173,375 |

## Medallero
| Núm. | País            | Oro | Plata | Bronce | Total |
| ---- | --------------- | --- | ----- | ------ | ----- |
| 1    | Rumania         | 4   | 4     | 2      | 10    |
| 2    | Rusia           | 4   | 1     | 1      | 6     |
| 3    | Italia          | 1   | 1     | 1      | 3     |
| 4    | Eslovenia       | 1   | 0     | 0      | 1     |
| 4    | Grecia          | 1   | 0     | 0      | 1     |
| 4    | Reino Unido     | 1   | 0     | 0      | 1     |
| 7    | Alemania        | 0   | 1     | 1      | 2     |
| 7    | España          | 0   | 1     | 1      | 2     |
| 7    | Francia         | 0   | 1     | 1      | 2     |
| 7    | República Checa | 0   | 1     | 1      | 2     |
| 7    | Ucrania         | 0   | 1     | 1      | 2     |
| 12   | Bulgaria        | 0   | 1     | 0      | 1     |
| 13   | Bielorrusia     | 0   | 0     | 2      | 2     |
| 14   | Suiza           | 0   | 0     | 1      | 1     |
|      | TOTAL           | 12  | 12    | 12     | 36    |